# گئورگی نایدنوف
گئورگی نایدنوف (بلغاری: Георги Спиров Найденов؛ ۲۱ دسامبر ۱۹۳۱ – ۲۸ مهٔ ۱۹۷۰) بازیکن فوتبال اهل بلغارستان بود.
از باشگاه‌هایی که در آن بازی کرده‌است می‌توان به باشگاه فوتبال زسکا صوفیه اشاره کرد.
وی همچنین در تیم ملی فوتبال بلغارستان بازی کرده‌است.